# Mauisaurus haasti
Il mauisauro (Mauisaurus haasti) è un rettile marino estinto, appartenente ai plesiosauri. Visse nel Cretaceo superiore (Maastrichtiano, circa 68 milioni di anni fa) e i suoi resti fossili sono stati ritrovati in Nuova Zelanda e probabilmente in Cile.

## Descrizione
Questo rettile marino è conosciuto per una varietà di fossili, largamente incompleti, che hanno tuttavia permesso la ricostruzione dell'animale. Mauisaurus doveva essere un plesiosauro gigantesco: con una lunghezza stimata di circa 14 - 16 metri è ritenuto uno dei più lunghi plesiosauri conosciuti. Possedeva un caratteristico collo estremamente allungato, lungo oltre 7 metri (e quindi circa metà della lunghezza intera). In proporzione al corpo, il collo di Mauisaurus era uno dei più lunghi fra tutti i plesiosauri noti. Come tutti i plesiosauri, anche Mauisaurus era dotato di quattro zampe trasformate in strutture simili a pinne.

## Classificazione

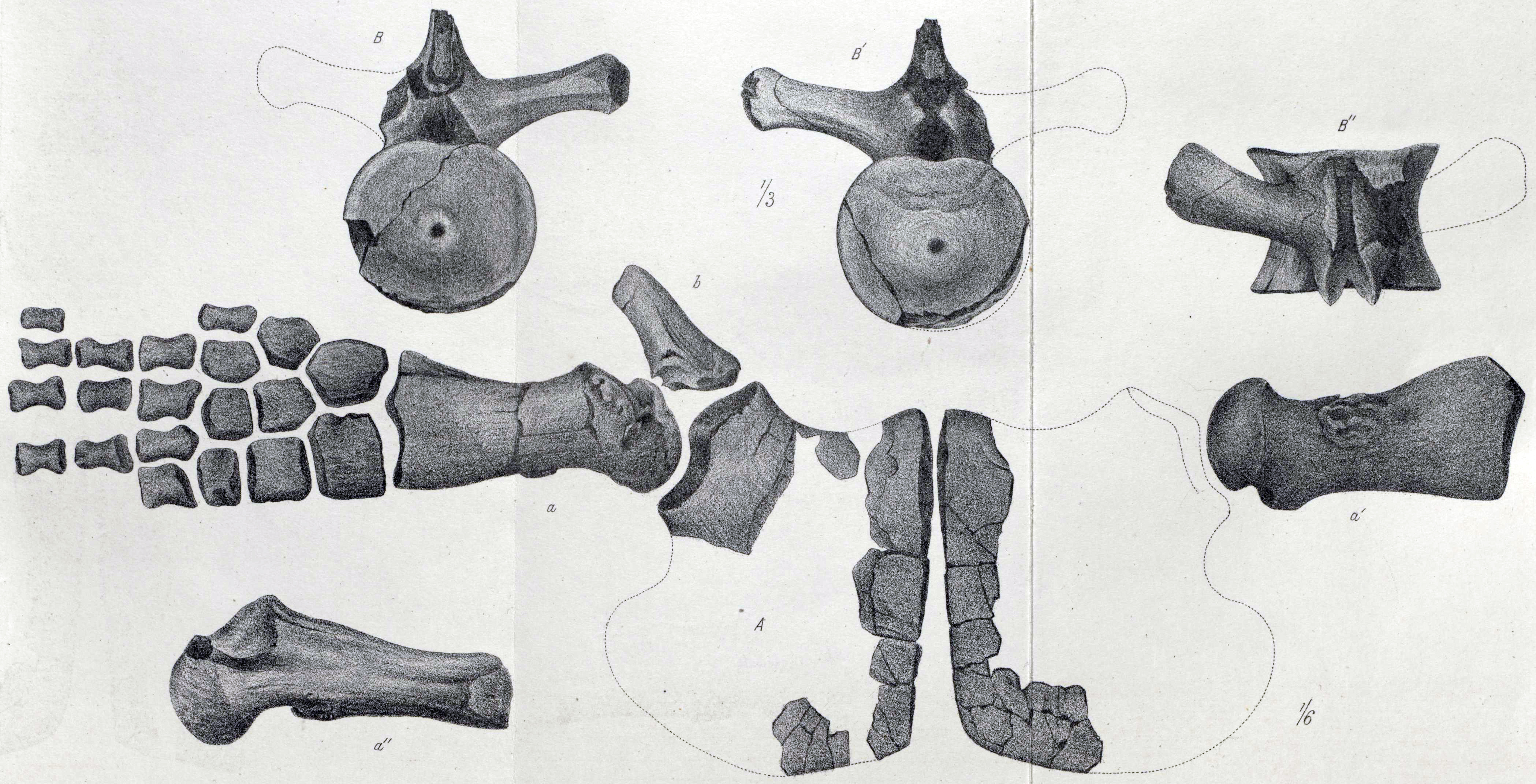
Raffigurazione dei fossili di Mauisaurus haasti

I fossili di questo animale vennero trovati nel 1870 da Julius Haast nell'area attorno al fiume Waipara, nei pressi della cittadina di Canterbury. Descritto per la prima volta nel 1874, Mauisaurus è considerato un plesiosauro appartenente agli elasmosauridi, una famiglia caratterizzata da un collo estremamente allungato. Le illustrazioni originali dei fossili, eseguite da Hector, portarono a un errore di interpretazione dei resti: il femore venne ricostruito in senso laterale anziché in senso dorsale. Uno studio di Welles del 1962, pertanto, descrisse il femore come "lungo e snello", mentre come molti elasmosauri era tozzo e robusto. Il pube, in ogni caso, era insolitamente stretto.
Più recentemente è stato ritrovato anche un esemplare giovane attribuito alla stessa specie; l'esemplare, piuttosto completo, ha permesso di ricostruire in maggiore dettaglio l'anatomia dell'animale. Alcune caratteristiche scheletriche (coracoide, femore) sono abbastanza distinte da permettere di classificare Mauisaurus un genere a sé stante.
Altri resti fossili attribuiti a questa specie sono stati ritrovati in Cile e sono stati descritti nel 2010.
Un'altra specie attribuita a questo genere (Mauisaurus gardneri) venne descritta nel 1877 da Harry Govier Seeley, ma in seguito è stata considerata un nomen dubium a causa dell'estrema frammentarietà dei resti.

## Significato del nome
Il nome generico Mauisaurus deriva dal dio della mitologia Maori, Maui. Si racconta che Maui abbia raccolto la Nuova Zelanda dal fondo del mare usando un amo da pesca, creando di fatto la terra. Mauisaurus è uno dei pochi grandi rettili fossili ritrovati in Nuova Zelanda, ed è pertanto piuttosto noto in quel luogo. Il 1º ottobre 1993 venne diffusa una serie di francobolli illustranti animali preistorici, tra cui anche Mauisaurus.